# 口國
口國，在網路上被部分中文使用者（包括中華民國外交部）用來代替「中國」二字，以諷刺中華人民共和國審查制度，用於作為對中國的蔑稱。

## 緣由
中華人民共和國對於言論的審查變得越來越嚴格，甚至連電影字幕中的「殺」字也會因此被改為「口」。而「口國」一詞便是由此而來。

## 使用例子
2022年3月25日，中華民國外交部於臉書上宣傳臺美教育倡議時，附上一張梗圖，其中寫著：「到口國學習？（Study in West Taiwan?）來台灣學習！（Study in Taiwan!）」此舉引發網友熱議。對此，民進黨籍立法委員趙天麟稱讚外交部有創意的作法，國民黨籍立法委員吳斯懷則認為外交部的行為不妥當。